# Telefonía Rural por Acceso Celular
La Telefonía Rural por Acceso Celular (TRAC) es un conjunto de mecanismos para proveer línea telefónica a zonas rurales a través de la red de telefonía móvil GPRS española, donde no existe una red de distribución terrestre por par de cobre. Se estima que hay en funcionamiento medio millón de líneas TRAC explotadas comercialmente en España (2012) las cuales proporcionan servicios de telefonía fija celular a otros tantos hogares que abonan tarifas similares a las de la telefonía fija convencional.
La telefonía rural por acceso celular surgió en España con el fin de evitar los problemas que conllevaría la instalación de centrales de conmutación para muy pocos abonados y el tendido de cables telefónicos, ya sea enterrados o soportados en postes, en zonas de difícil acceso por orografía y con núcleos de población dispersos o muy pequeños. A finales de los 80 Telettra Española, en colaboración con los laboratorios de Telefónica, desarrolló una nueva facilidad de acceso, vía radio VHF y UHF, a zonas en las que lo permitía la red de telefonía inalámbrica. De esta forma, ubicando un número no muy alto de estaciones base en puntos estratégicos se consigue dar servicio telefónico a pequeñas poblaciones.
Posteriormente, con el inicio de la telefonía móvil se recurre al empleo de equipos celulares. Sin embargo, no se trata de dar un servicio de movilidad, con tarifas más elevadas y terminales móviles convencionales, sino prestar servicio telefónico básico fijo mediante telefonía celular. Para ello se dispone de unos terminales TRAC consistentes en una caja, fijada a la pared, que en esencia contiene unos circuitos equivalentes a un teléfono móvil, pero que además facilitan la alimentación y señalización correspondiente para que se pueda conectar a ella un teléfono convencional, de tal forma que el usuario no necesita saber manejar el móvil para su uso.
Por otra parte, las llamadas cursadas por estos teléfonos a la red fija se tarifican, a todos los efectos, como las efectuadas entre teléfonos fijo.

## Modelos
Telefónica de España SAU instala o ha instalado en algún momento para estas labores los siguientes aparatos:

### TRAC analógico: Equipos ARCE
Constaba de una caja blanca con una antena negra en la parte superior izquierda. Sus dimensiones eran mayores al resto de equipos [cita requerida]. Abriendo la tapa con una llave triangular específica, en el interior, contenía un PTR, un circuito y una batería.
Se conectaba a la red telefónica mediante la cobertura de Moviline, el servicio de telefonía móvil analógica de Telefónica, que dejó de operar el 31 de diciembre de 2003. Por ello, estos equipos quedaron obsoletos y fueron sustituidos por las tecnologías GSM/GPRS (TRACs digitales).
Además del servicio de voz, se podían transmitir datos mediante un módem analógico. Se podía establecer conexión a Internet con cualquier operador de los existentes en el momento, aunque la velocidad de acceso en la práctica era de 4800 bits por segundo.
Otra particularidad de los terminales TRAC es que no pueden desplazarse de una célula a otra de la red, sino que están asignados en permanencia a la célula que facilita cobertura a la casa donde se ha instalado el terminal TRAC.

#### Privacidad
Al tratarse de un sistema de comunicaciones analógico y sin cifrar era posible escuchar e incluso intervenir en las conversaciones mediante equipos de radio similares a los utilizados por los radioaficionados.

### TRAC digital: GSM/GPRS
Este conjunto de mecanismos reemplaza el antiguo TRAC analógico conservando su función principal de ofrecer comunicaciones de voz y mejorando la velocidad de transmisión de datos. Los equipos TRAC digitales emplean la red de telefonía móvil digital de Movistar, bajo cobertura GSM. El equipo incluye en su interior una tarjeta SIM "Movistar TRAC".

#### Ericsson f251m
Subvencionado con fondos de la Unión Europea, con un precio que supera los 200€. Su cometido adicional (alrededor del año 2004) fue el ofrecer acceso "funcional" a internet (48000 bits por segundo frente a los 4800 del sistema anterior) para los antiguos usuarios del TRAC ARCE analógico que así lo solicitaran. Posteriormente () fueron retirados forzosamente todos los TRAC ARCE analógicos y substituidos por TRAC digitales.
Este modelo pertenece a la gama FCT de la compañía Ericsson (no confundir con Alcatel). En concreto, el f251m dispone de comunicación de datos tanto por GPRS como por HSCSD (este segundo protocolo no es empleado en España, por lo tanto el acceso de datos se realiza con el primero). Para su uso podemos tanto utilizar un módem analógico estándar V.90 anclado a la interfaz POTS que nos suministra el equipo, como utilizar el módem integrado expuesto a través del puerto serie, con idénticas características funcionales. Actualmente, se está suministrando los nuevos modelos G3x, cuya principal diferencia con el f251m es la sustitución del puerto de serie por un puerto USB.

#### Licea 7000
Este equipo es más barato y menos funcional que el f251m, se trata de su equivalencia pero sin la característica del módem interno, ni los SMS.
Actualmente está siendo instalado (supuestamente por falta de existencias del f251m) en vez del ericsson.

#### Principales inconvenientes
La conexión de datos empleada tiene los siguientes inconvenientes:
- Velocidad: Se consigue una media de 40 kbps en bajada, pero el cuello de botella se genera en su subida: tan solo 14 kbps. Aunque el equipo admitiría velocidades superiores (115 kbps teóricos) estas son las velocidedes máximas bloqueadas por Movistar para los usuarios de TRAC.

- Latencia muy grande: Realizando un ping, los tiempos medios acostumbran a rondar los 2,2 s y alcanzan picos de 10 s, en comparación con una línea física que no suele sobrepasar los 500 ms en los peores casos.

- Cortes de conexión continuos: En estos casos se recomienda utilizar el módem integrado del equipo (solo f251m y serie G3x), ya que además de sufrir menos cortes, reconecta en menos de diez segundos; con un módem analógico la reconexión puede llevar más de un minuto. Dichas desconexiones pueden ser repetidas aproximadamente cada 30 min o 10 en los peores días, generalizando podría decirse que el máximo tiempo que es posible estar conectado sin tener cortes es 3 h, aunque se dan "días de excepción" en los que solo se sufren unos 3 cortes en toda la jornada.

- Imposibilidad de recibir llamadas simultáneamente: Esta limitación no está en el equipo, que es GPRS de clase B, con lo cual debería ser capaz de recibir llamadas y cortar la comunicación de datos para iniciar la conversación de voz. En el caso de utilizar un módem analógico conectado a la línea telefónica, la limitación viene de que el TRAC recodifica los datos que recibe mediante GPRS a la línea de voz mediante el protocolo V.90, incapaz de transmitir la señal de llamada en espera. Utilizando el módem interno (por el puerto serieRS-232 incluido) esta característica es bloqueada desde Movistar, la marcación de cualquier número en la línea de voz supone una señal de comunicando, no pudiendo distinguir el usuario si se trata de que se está utilizando la conexión GPRS o que el número marcado está realmente comunicando. Y la llamada desde otro número a dicho supone el típico mensaje que nos informa de que "el teléfono móvil al que llama está fuera de cobertura o apagado en este momento".

- Imposibilidad de mandar SMS(solo f251m): No sería un inconveniente de datos, pero cabe resaltar que el equipo es capaz de, mediante diversos programas de gestión de teléfonos móviles, enviar SMS, esta característica también ha sido bloqueada por Movistar, cuando podría ser aprovechada por los usuarios, y resultaría una mínima contraprestación por el resto de inconvenientes.

- Monopolio: Es técnicamente imposible contratar la conexión de internet con otra compañía que no sea Telefónica, sin migrar la línea a dicha otra compañía, corriendo un grave peligro de secuestro de línea. Es también técnicamente imposible conectar con un servidor de acceso gratuito a internet (en el que el coste es el de la llamada local realizada, y cobrada por el operador telefónico en vez del proveedor de internet)

- Desinformación del servicio técnico: Los usuarios de TRAC de cualquier clase se encuentran a menudo con ese problema. Los telefonistas no conocen la existencia de estos sistemas de comunicación, lo que lleva directamente a otros problemas bastante serios:
  - Se intenta, para problemas inherentes al equipo TRAC, que el cliente llame al servicio técnico de TelefónicaNET (de cobro especial) el cual solo tiene competencia en la configuración del equipo informático, y no pueden solicitar un técnico que acuda a revisar el equipo TRAC, ni solucionar el problema del usuario.
  - Se adjudica un número de nodo erróneo, el terminal TRAC solo puede comunicar por GPRS, Telefónica, para contabilizar el consumo, adjudica a las comunicaciones GPRS el número 908200100, y en las facturas se cobra como tal concepto y en función del tiempo de conexión; para realizar dicha conexión el usuario ha de marcar el número funcional "*99#" donde * indica al aparato que se le va a dar una orden y no un número a llamar, el 99 indica la función de conectarse al servidor GPRS y # indica el final de la orden. El desconocimiento de esto por parte de los/las telefonistas lleva a que den de alta al cliente en tarifas planas adjudicándoles el número de nodo común (mediante el TRAC GPRS no puede conectar) en vez del debido (908200100) resultando en facturas donde se cobra la tarifa plana y no se descuenta el tiempo de conexión, dicho error debe ser denunciado por el usuario, y la devolución del importe, así como la solución del error puede llevar varios meses.
  - Escasa formación de los técnicos y de los telefonistas, ya que en muchos casos (solo en los de usuarios poseedores del Ericsson) no informan de que dicho TRAC incorpora de serie un módem V.90 que se conecta mediante un puerto serie al PC, y con el cual se obtiene mejores resultados. En lugar de ello, torturan al cliente recomendándole diferentes modelos de módem que no llegan a funcionar.